# Rachelia extrusus
Rachelia extrusus là một loài bướm ngày thuộc họ Bướm nhảy. Nó được tìm thấy dọc theo bờ biển của New Guinea và Cape York.
Sải cánh dài khoảng 30 mm.
Ấu trùng ăn Flagellaria indica.